# Mount Moroto
Mount Moroto is een inactieve vulkaan van 3083 meter hoog, vlak bij de Oegandese plaats Moroto en de grens met Kenia. Hij ligt noordelijk van Mount Elgon. Mount Moroto staat bekend om zijn rijke natuur en vele vogelsoorten. De berg wordt benut voor de kalksteen.